# آناکسیمنس
آناکسیمنس یا آناکسیمن (به یونانی: Άναξιμένης) (به انگلیسی: Anaximenes of Miletus) سومین فیلسوف مکتب ملطی بود.

## زندگی
آناکسیمنس در نخستین سالهای قرن شش پیش از میلاد متولد شده اما زمان دقیق تولد وی معلوم نیست. وی شاگرد آناکسیماندر بود. به گزارش دیوژن لائرتی به هنگام تصرف سارد به دست کوروش در 546 قبل از میلاد، انکسیمنس زنده بوده و در شصت و سومین دوره مسابقات المپیک مصادف با 528 قبل از میلاد به هنگام پیری درگذشته است.

## آرا و اندیشه‌ها
آناکسیمنس مفهوم مادهٔ بی‌کران آپیرون آناکسیماندروس را رها کرد و به اندیشهٔ عنصر یگانهٔ تالسی بازگشت؛ اما به جای آب، هوا را مادهٔ اصلی سازندهٔ جهان قرار داد. البته رای آناکسیمنس از جهتی نیز مشابه نظریهٔ آناکسیماندروس است، زیرا هوا نیز چون مادهٔ بی‌کران آناکسیماندروسی نامرئی است.
آناکسیمنس دگردیسی هوا را به درجهٔ تراکم آن نسبت داد. می‌گفت آتش، هوایی رقیق شده و آب و خاک، هوایی تراکم یافته‌است. در اندیشهٔ او جهان از هوا ساخته شده و تابع دو پدیده مکانیکی است: انبساط و انقباض. انبساط، تولید گرما می‌کند (آتش) و انقباض تولید سرما (آب) بنابراین سرما و گرما معلول تغییر هواست نه علت آن.نوآوری این اندیشه در چگونگی و روشی است که عنصری می‌تواند به مادهٔ دیگری تغییر شکل دهد: یعنی زیاد و کم شدن تراکم. به عقیدهٔ آناکسیمنس، هوا برای جهان، سرچشمهٔ زندگی است.
وی نخستین کسی بود که ادعا کرد خورشید به هنگام غروب در زمین فرو نمی رود بلکه به علت بالاتر بودن افق ما دیگر قادر به دیدن آن نیستیم. وی معتقد بود که خورشید و ماه هم تخت هستند و زمین بر روی هوایی بی‌نهایت شناور است. وی معتقد بود که ستارگان از غبار برخاسته از زمین تشکیل می‌شوند و به علت دور بودن از ما نوری ساطع نمی‌کنند. وی زمین لرزه را نه به خشم خدایان بلکه به تغییر در ویژگی های زمین نسبت می‌داد اما تحت تاثیر تالس این ویژگی را رطوبت می‌دانست، چنان که بارش، خشک شد یا بارش زیاد شد؛ زمین لرزه خواهد آمد. همچنین بر خلاف روزگار خود که رنگین کمان را پیغام الهی خدایان به هم می‌دانستند، انکسیمنس به رابطه نور و رنگین کمان پی برده بود اما نور را نیر مانند مواد دارای خصلت تری و خشکی می‌دانسته و رنگ سرخ را به خشکی و آبی را به تری نسبت می‌داد. 